# Корде Василь Костянтинович
Василь Костянтинович Корде (1873—1944) — присяжний повірений, депутат Державної думи II скликання від Таврійської губернії.

## Біографія
Дворянин. Випускник юридичного факультету Новоросійського університету. На момент виборів був помічником присяжного повіреного в Євпаторії Таврійської губернії, мав чин колезького асесора.
7 лютого 1907 р. обраний до Державної думи II скликання від загального складу виборщиків Таврійських губернських виборчих зборів. У Думі увійшов до складу Конституційно-демократичної фракції. Входив до думської Фінансової комісії.
Пізніше присяжний повірений. В 1909 став членом товариства для сприяння позашкільній освіті в місті Євпаторії. Глава євпаторійського Товариства курортного благоустрою. У 1912 році ініціатор випуску довідкової книги під назвою «Лікувальні сили курорту Євпаторії». Восени 1917 брав участь у виборах до Установчих зборів, балотуючись за кадетським партійним списком, але обраний не був.
Детально подальша доля невідома.
Помер до 16 лютого 1944 (некролог в газеті «Голос Криму»).

## Родина
- Син — Володимир, навчався в одному класі з Іллею Сельвінським[3].

### Рекомендовані джерела
- Корде [некролог] // Голос Криму. 16 лютого 1944 р.

### Архіви
- Російський державний історичний архів. Фонд 1278. Опис 1 (2-й скликання). Справа 208; Справа 553. Лист 8, 9.